# Hertford
Hertford (pronuncia [ˈhɑrtfərd] o [ˈhɑrfərd]) è il capoluogo della contea dell'Hertfordshire, in Inghilterra. Ha attualmente una popolazione di circa 24 000 abitanti.

## Etimologia
L'etimologia del suo nome è anglosassone ed è formato dalla fusione dei lemmi ford e hart ossia guado e cervo.

## Geografia e storia
A Hertford i fiumi Rib, Beane e Mimram confluiscono nel fiume Lea. Hertford è prevalentemente una città dormitorio per lavoratori pendolari che lavorano a Londra, facilitata in questo dalla presenza di linee ferroviarie che la collegano con essa. Hertford mantiene ancora le caratteristiche di città di campagna nonostante disti da Londra poco più di 30 chilometri.
Nella città si trovano i resti di un castello, in parte ricostruito da Edoardo IV d'Inghilterra, 1463. Le chiese di Tutti i Santi e di Sant'Andrea sono del XIX secolo. Alcuni avventurosi autori hanno collegato Hertford all'ordine dei Templari e al Santo Graal.

## Curiosità
Città natale di George Ezra, ad Hertford, nel 1968, vennero fondati i Deep Purple.

## Amministrazione

### Gemellaggi
- Évron, Francia
- Wildeshausen, Germania
- Hartford, Stati Uniti